# Synema obscurifrons
Synema obscurifrons är en spindelart som beskrevs av Dahl 1907. Synema obscurifrons ingår i släktet Synema och familjen krabbspindlar.
Artens utbredningsområde är Madagaskar. Inga underarter finns listade i Catalogue of Life.